# TOI 1338 b
TOI 1338 b és un exoplaneta descobert el 2019 per un estudiant de secundària.